# Resident Evil 3 (jeu vidéo, 2020)
Resident Evil 3 est un jeu vidéo de tir à la troisième personne de type survival horror d'action, développé et édité par Capcom, sorti le 3 avril 2020 sur Microsoft Windows, PlayStation 4 et Xbox One. Le jeu est un remake de Resident Evil 3: Nemesis sorti en 1999 sur PlayStation. Il se déroule au même moment que Resident Evil 2 et met en scène un membre des STARS, Jill Valentine, contre la société pharmaceutique Umbrella, et plus particulièrement contre l'une des armes biologiquement modifiées les plus redoutables de la série : Nemesis.

## Synopsis
Deux mois après l'incident au manoir Arklay, l'ancienne membre de l'unité d'élite du S.T.A.R.S Jill Valentine s'est résolue à enquêter sur les exactions de Umbrella Corporation au sein de Racoon City et révéler la menace de contamination qui guette. Pour l'endiguer dans sa quête, l'entreprise pharmaceutique largue sur la ville leur ultime arme secrète; Nemesis, une abomination humanoïde implacable déterminé à stopper les membres du S.T.A.R.S à tout prix. Acculée, Jill devra survivre dans une ville irrémédiablement transformée par le chaos.

## Distribution

### Voix originales
- Nicole Topkins : Jill Valentine
- Jeff Schine : Carlos Oliveira
- Neil Newbon : Nikolai Zinoviev
- William Hope : Mikhail Viktor, Nathaniel Bard
- Sterling Sulieman : Tyrell Patrick
- Darren O'Hare : Brad Vickers
- Rick Zieff : Dario Rosso
- Christopher Mychael Watson : Marvin Branagh
- Ken Lally : Robert Kendo
- Todd Hakerborn : Murphy Seeker
- Shailee Namiki : Emma Kendo

### Voix françaises
- Célia Asensio : Jill Valentine
- David Mandineau : Carlos Oliveira
- Emmanuel Rausenberger : Nikolai Zinoviev
- Patrice Melennec : Mikhail Viktor
- Mike Fedée : Tyrell Patrick
- Bertrand Liebert : Nathaniel Bard
- Cédric Ingard : Brad Vickers
- Jean-François Aupied : Dario Rosso
- Daniel Njo Lobé : Marvin Branagh
- Olivier Cordina : Robert Kendo
- Xavier Couleau : Murphy Seeker
- Lisa Caruso : Emma Kendo
- Voix additionnelles : Cédric Dumond, Hervé Grull, Stéphane Ronchewski, Anaïs Delva, Patrice Baudrier, Philippe Ariotti, Lila Lacombe, Juliette Poissonnier, Cécile Gatto, Laurent Larcher, Fabien Briche, Gérard Malabat, Jean-Rémi Tichit, Sabrina Marchese

## Développement
Il est annoncé le 10 décembre 2019 via un trailer lors d'un State of Play organisé par PlayStation. Un mode multijoueur intitulé Project REsistance dévoilé en septembre est directement intégré au jeu.

## Accueil

### Critique
Sur le site Jeuxvideo.com, le jeu obtient la note de 15 sur 20. L'auteur du test (publié le 30 mars 2020) insiste sur la qualité visuelle de très haut niveau, l'excellente VO et le rythme "haletant." Il déplore en revanche une courte durée de vie, une qualité de réécriture « inégale » ainsi qu'un mode multijoueur « déséquilibré ».

### Ventes
En cinq jours, Resident Evil 3 s'est écoulé à deux millions d'exemplaires à travers le monde. En octobre 2020, le jeu dépasse les trois millions de copies écoulées dans le monde, toutes versions confondues. Si Capcom annonce ces ventes comme « solides », elles restent en deçà de Resident Evil 2 (2019), qui avait atteint le même palier en seulement trois jours.